# Harald Nehrkorn
Harald Nehrkorn (* 9. Juli 1910; † 28. Januar 2006) war ein deutscher Mathematiker und Schulleiter der Hermann Lietz-Schule Schloss Bieberstein.
Am 25. Februar 1933 wurde er bei Emil Artin in Hamburg promoviert mit der Dissertation: Über absolute Idealklassengruppen und Einheiten in algebraischen Zahlkörpern. Im November 1933 unterzeichnete er mit Artin das Bekenntnis der deutschen Professoren zu Adolf Hitler. Das Lehramtsstaatsexamen in Mathematik und Physik legte er am 8. Dezember 1933 ab. Danach war er wissenschaftlicher Hilfsarbeiter (Hochschulassistent) im Hamburger Seminar für Mathematik. Von 1946 bis 1976 war er Lehrer an der Hermann-Lietz-Schule Schloss Bieberstein und wurde dort Schulleiter. 1958 bis 1959 war er der Oberleiter der Stiftung der Hermann Lietz-Schulen. Er setzte das Erlernen des Segelflugs als Element der ganzheitlichen Pädagogik ein.

## Schriften
- Über absolute Idealklassengruppen und Einheiten in algebraischen Zahlkörpern, Abh. Math. Seminar Hamburgische Universität, 9 (1933), S. 318–334